# Școala română
Școala română este o operă literară scrisă de Ion Luca Caragiale.